# Вагіни
Ва́гіни (рос. Вагины) — присілок у складі Котельницького району Кіровської області, Росія. Входить до складу Молотниковського сільського поселення.
Населення становить 2 особи (2010, 1 у 2002).
Національний склад станом на 2002 рік — росіяни 100 %.